# Marcela Rusu
Marcela Rusu (n. 21 iunie 1926, Galați, România – d. 19 februarie 2002, București, România) a fost o actriță română de film, radio, scenă și voce, precum și cântăreață ocazională.

## Biografie artistică
A debutat la Teatrul Muzical Gioconda, împreună cu Nicușor Constantinescu, care o încurajează să meargă la Conservator, plătindu-i taxele de studenție. 
În timpul anilor de studenție, face figurație la Teatrul Național, unde este apoi angajată. La 20 de ani a debutat la Teatrul Radiofonic, unde a colaborat mulți ani. În 1949 a absolvit Institutul de Artă Teatrală. A primit titlul de artist emerit în 1962.

## Viață personală
A fost căsătorită cu omul de teatru Moni Ghelerter, cu politicianul Alexandru Bârlădeanu și cu dramaturgul Aurel Baranga, căruia i-a rămas văduvă. Nu a avut copii.

## Filmografie
- Bulevardul „Fluieră Vântu” (1950)
- Citadela sfarîmată (1957) - rolul Irina
- Aventurile lui Tom Sawyer (1968) - văduva Douglas
- Moartea lui Joe Indianul (1968) - văduva Douglas

## Distincții
- titlul de Artist Emerit (28 martie 1962) „pentru realizări valoroase în domeniul artistic”[4]
- Ordinul „Meritul Cultural” clasa a II-a (6 noiembrie 1967) „pentru merite deosebite în domeniul artei dramatice”[5]

## Legături externe
- Interviu cu Marcela Rusu pe YouTube
- Marcela Rusu cântând
- Marcela Rusu - 1963
- Ziarul Metropolis - Marcela Rusu: „Eu mă gândesc la viața unei femei ca la un rol” - articol de Monica Andrei
- IMDB - despre Marcela Rusu